# Return (Kurzfilm)
Return (engl. für „Heimkehr“) ist ein Kurzfilm von Ghiath Al Mhitawi, der im Januar 2022 beim Filmfestival Max Ophüls Preis seine Premiere feierte.

## Handlung
Im Frühling 2013 in Damaskus. Hussam ist Soldat der syrischen Armee und kehrt für einen 24-stündigen Urlaub zu seiner Familie nach Hause zurück. Beim Essen versucht er seiner Mutter von seinen düsteren Gedanken zu erzählen, dass er Angst vor dem Tod hat und am liebsten desertieren würde. Während er die Menschen, für die er kämpft, für korrupt und kriminell hält, ist seine Mutter eine Unterstützerin des herrschenden Regimes. Sie will ihren Sohn als einen Helden sehen, der bereit ist, für sein Land und die Ehre seiner Familie zu kämpfen.
Auf dem Dachboden des Hauses, wo auch die Habseligkeiten seines verstorbenen Vaters untergebracht sind, findet Hussam auch ein Aufziehspielzeug, das ihn erst zum Lächeln, dann aber zum Nachdenken bringt.

## Produktion
Regie führte Ghiath Al Mhitawi, der auch das Drehbuch schrieb und den Film im Rahmen des War On Screen Talent Labs an der Filmuniversität Babelsberg Konrad Wolf entwickelte, wo er seit 2019 Drehbuch studiert. Es handelt sich um seinen Debütfilm. Der in Damaskus geborene und in Syrien aufgewachsene Al Mhitawi schloss 2011 sein Studium der Theaterwissenschaften am Higher Institute of Dramatic Arts in Damaskus ab. Sein erstes Stück The Final Return wurde 2015 im Royal Court Theatre in London aufgeführt.
Gedreht wurde Return in Berlin.
Ab dem 19. Januar 2022 erfolgten erste Vorstellungen des Films beim Filmfestival Max Ophüls Preis. Im April 2023 sind Vorstellungen beim internationalen Studierendenfilmfestival Sehsüchte geplant.

## Auszeichnungen
Filmfestival Max Ophüls Preis 2022
- Nominierung im Wettbewerb Kurzfilm[6]

Sehsüchte 2023
- Nominierung als Bester fiktionaler Film
- Nominierung in der Kategorie Artistic Achievement in a Fiction Film[5]